# Camilo Sanchez
Camilo Alidio Sanchez (ur. 30 sierpnia 1997 w Corozalu) – belizeński piłkarz występujący na pozycji napastnika lub skrzydłowego, reprezentant kraju, obecnie zawodnik Verdes.

## Kariera klubowa
Sanchez pochodzi z miasta Corozal. Jako nastolatek występował w tamtejszych regionalnych turniejach piłkarskich. W 2009 roku jako zawodnik juniorskiej drużyny o nazwie Haneen Shataz zagrał w Pablo Marin 6-a-side Football Tournament, a w 2014 roku wraz ze swoją szkołą Escuela Secundaria Tecnica Mexico zdobył szkolne mistrzostwo Belize, zostając wybranym najlepszym piłkarzem turnieju. Występował również w reprezentacji dystryktu Corozal. Następnie przeprowadził się do stołecznego Belmopanu, by rozwijać swoją karierę w lidze belizeńskiej w klubie Police United FC. Tam też występował w regionalnym turnieju Belmopan 1st Division w barwach ekipy Cavetubing.Bz Strikers.
Później Sanchez przeszedł do zespołu Belize Defence Force FC. Tam został jednym z najskuteczniejszych napastników rozgrywek, a lokalne media określały go mianem „wschodzącej gwiazdy”. Stworzył dynamiczny duet atakujących z Jesse Augustem.

## Kariera reprezentacyjna
W grudniu 2017 Sanchez został powołany przez Ryszarda Orłowskiego do reprezentacji Belize U-20 na Igrzyska Ameryki Środkowej w Managui. Wraz ze swoim zespołem odpadł z męskiego turnieju piłkarskiego w fazie grupowej.
W seniorskiej reprezentacji Belize Sanchez zadebiutował za kadencji selekcjonera Vincenzo Alberto Annese, 8 września 2019 w przegranym 1:2 meczu z Grenadą w ramach Ligi Narodów CONCACAF.